# El Calvario (Venezuela)
El Calvario, oficialmente conocido como Villa de San Pedro del Calvario, es una población y cabecera de la parroquia homónima en el municipio Francisco de Miranda, estado Guárico, Venezuela. Cuenta con una población de 2.359 habitantes y se encuentra en los Llanos Altos Centrales, siendo considerada por muchos como el centro geográfico de Venezuela, lo que le otorga una importancia estratégica dentro de la región de Los Llanos.
A pesar de su tamaño, El Calvario tiene relevancia en el municipio debido a la presencia de recursos petrolíferos aún no explotados, lo que le otorga un potencial económico importante para la región. La localidad cuenta con extensas tierras fértiles y aptas para la cría de ganado bovino, lo que ha favorecido el desarrollo de esta industria a lo largo de los años. La ganadería se enfoca principalmente en la producción de carne y leche, abasteciendo tanto al mercado local. La cría de ganado se realiza de manera tradicional, aprovechando las vastas extensiones de pastizales naturales, característicos de los llanos venezolanos.

## Historia
El Calvario fue fundada en 1720 por Pedro de Aquino y Ponte quien estableció una hacienda en la región. Fue luego erigida como parroquia eclesiástica en 1724.
A comienzos de los años 1730 se estableció una ermita para oficiar los ritos católicos a quienes se habían trasladado a la hacienda para laborar. Los primeros registros eclesiásticos, entierros y matrimonios, fueron inscritos en 1734. Hasta 1766 la parroquia estaba bajo administración eclesiástica de la jurisdicción de los curas de El Sombrero. El primer cura de la capilla fue Francisco Reyes hasta 1770, reemplazado por Gregorio Martín Betancourt.
Al fallecer Aquino y Ponte, le concedió su hacienda a la iglesia, la cual a partir de 1783 comenzó a donar sus tierras para la construcción de casas que ampliarían el pueblo de El Calvario.

## Plaza Bolívar
La plaza Bolívar de El Calvario es pequeña, cuadrangular y compuesta por caminerías que convergen en su centro. La plaza cuenta con un pedestal que sostiene una obra escultórica que representa el busto de El Libertador Simón Bolívar.: 39  El busto fue inaugurado en 1953 durante celebraciones del 170 aniversario del natalicio de Bolívar. El busto tiene a Bolívar vestido de traje militar de gala de cuello alto con las tradicionales charreteras.: 75  Las caminerías poseen un sistema de alumbrado público y bancos de concreto que les acompañan en sus recorridos. La plaza cuenta con vegetación de árboles y arbustos tradicionales de los llanos venezolanos.

## Festividad de Santa Rosalía de Palermo
Santa Rosalía de Palermo, fue un personaje histórico, ya que fue una joven mujer que nació en Palermo (Italia) en 1130 y murió un día como hoy de 1170 en la cueva del Monte Pellegrini, donde vivió en paz y en soledad, como ermitaña apartada del mundo. Se había retirado de las tentaciones del mundo, porque se le apareció la Virgen quien le pidió que así lo hiciera. 
Es la Santa Patrona de Palermo, provincia de Italia, ya que, en 1624, Palermo fue golpeada por una terrible epidemia de peste negra. Su primer milagro, fue la curación milagrosa de una mujer de peste maligna en el hospital de Palermo. Un día, la enferma vio a una monja vestida de blanco seguida por un rastro de relámpagos. La tocó y sanó milagrosamente. La monja era Santa Rosalía, quien le pidió a la mujer que fuera al Monte Pellegrini, donde se le había erigido un altar de piedra dedicado a ella. 
Santa Rosalía, es muy venerada en las poblaciones Venegas, Panzacola y El Calvario, donde cada año celebran sus Fiestas Patronales en su honor y la tienen como su Santa Patrona.: 115 

## Batalla de Mosquiteros
El 13 de octubre de 1813 la división de Campo Elías llegó a El Calvario con rumbo a Calabozo. A las 7:00 horas del 14 de octubre los patriotas llegaron a la sabana de Mosquitero; surcada por el caño del mismo nombre y cercana al pueblo del Calvario mientras que los realistas salieron de Calabozo.: 100  En la margen opuesta del riachuelo había desplegado Boves 2.500 hombres apoyados por 2 piezas de artillería. Campo Elías atacó a Boves en tres columnas, centro y derecha muy exitosas, pero la izquierda recibió la embestida de varios escuadrones de caballería y colapso. Con el apoyo de la infantería, los escuadrones patriotas cargaron contra sus pares enemigos, con cuya acción se obtuvo la victoria. Campo Elías decidió no perseguirlo hasta Guayabal, su refugio, ni siguió hasta San Fernando de Apure en busca de José Antonio Yáñez por falta de medios de transporte fluviales.

### Monumento a la batalla de Mosquitero
En la carretera de Calabozo vía El Calvario se conserva un monumento que conmemora la derrota de José Tomás Boves a cargo de Vicente Campo Elías el 14 de octubre de 1813 durante la Guerra de Independencia de Venezuela.: 65 